# Чернобровый, Николай Петрович
Никола́й Петро́вич Чернобро́вый (укр. Микола Петрович Чорнобривий; 12 сентября 1918 — 26 августа 2007) — доктор медицинских наук, профессор Винницкого национального медицинского университета имени Н. И. Пирогова, Заслуженный врач УССР (1968), участник Великой Отечественной войны, внёсший значительный вклад в отечественную медицинскую науку.

## Биография
Николай Петрович Чернобровый родился в крестьянской семье 12 сентября 1918 года в Подолье, в селе Нестеровцы Украинской Народной Республики (ныне Дунаевецкий район Хмельницкая область Украины).
В 1933 году окончил семилетнюю школу в родном селе, после чего работал в колхозе. В 1936—1940 годах учился в зооветеринарном техникуме.
В 1940 году призван в РККА. В годы Великой Отечественной войны служил миномётчиком в составе 1277-го стрелкового полка 389-й стрелковой дивизии 1-го Украинского фронта.
В конце августа 1944 года Н. П. Чернобровый был награждён своей первой наградой — орденом Славы 3-й степени, за то что:
В бою 14.07.1944 года под городом Горохов Волынской области товарищ Чернобровый огнём своего миномёта подавил четыре пулемётных точки противника и уничтожил их расчёты, чем расчистил путь для наступления пехоте, что способствовало занятию города Горохов. В бою 15.07.1944 года под селом Печихвосты, товарищ Чернобровый огнём своего миномёта отразил контратаку немцев, при этом уничтожил более пятнадцати немецких солдат и офицеров.
20 марта 1945 года Николай Петрович Чернобровый был награждён орденом Славы 2-й степени (Приказ войскам 3-й Гвардейской армии № 44/н). Из наградного листа:
При прорыве сильно укреплённой обороны противника 12.01.1945 года в районе города Ракув (Польша) товарищ Чернобровый проявил исключительную смелость и способность в ведении огня из миномета. В результате умелого управления огнём из миномёта он уничтожил 18 повозок с боеприпасами и до 25 немецких солдат и офицеров. 15.01.1945 года в бою в районе города Кельце (Польша), при отражении двух контратак противника, огнём из миномёта уничтожил 11 немецких солдат и офицеров и подавил огонь одного станкового пулемета противника.
Приказом по 1277-му стрелковому полку 389-й стрелковой дивизии № 119/н от 20 мая 1945 года Николай Петрович Чернобровый был награждён медалью «За отвагу», за то что в бою 21 апреля 1945 года за овладение городом Котбус он со своим отделением захватил в плен 25 немецких солдат и офицеров.
В составе сводного полка 1-го Украинского фронта Николай Петрович Чернобровый представлял свою дивизию на Параде Победы 24 июня 1945 года на Красной площади в Москве.
С 1946 по 1951 года Н. П. Чернобровый учился в Винницком медицинском институте. С 1951 по 1958 год работал хирургом в больнице города Выру в Эстонии.
После приезда на Украину работал заведующим хирургическим отделением Староконстантиновской районной больницы в Хлельницкой области. С 1958 по 1964 год — заведующий онкологическим отделением Хмельницкой областной больницы. В 1964 году был назначен на должность главного врача Хмельницкой областной больницы.
В 1968 году защитил кандидатскую диссертацию на тему «Результаты оперативных вмешательств по поводу гнойных процессов лёгких». В этом же году Н. П. Чернобровому присвоено звание «Заслуженный врач УССР».
В 1974 году защитил диссертацию на соискание научной степени доктора медицинских наук.
В 1985 году награждён знаком «Отличник здравоохранения».
Профессор Николай Петрович Чернобровый практическую деятельность успешно совмещал с научной работой. В периодических научных изданиях, сборниках конференций и съездов опубликовал более 300 научных работ, издал 4 монографии, подготовил 8 кандидатов медицинских наук. Научные разработки Н. П. Чернобрового посвящены лечению хронических гнойных воспалений, хирургических вмешательств по поводу абсцессов лёгких.
Николай Петрович Чернобровый умер 26 августа 2007 года в городе Хмельницком.

## Память
- Комната-музей Николая Петровича Чернобрового в школьной библиотеке села Нестеровцы, Дунаевецкого района, Хмельницкой области Украины[6].